# 第28回グラミー賞
第28回グラミー賞（28th Grammy Awards）は、1986年2月25日にロサンゼルスのシュライン・オーディトリアムで開催された。

## 主要部門受賞者

### 主要4部門
年間最優秀レコード賞
- "ウィ・アー・ザ・ワールド（We Are The World）"（歌唱：USAフォー・アフリカ、プロデューサー：クインシー・ジョーンズ）

年間最優秀アルバム賞
- 『フィル・コリンズIII（No Jacket Required）』（歌唱&プロデューサー：フィル・コリンズ、共同プロデューサー：ヒュー・パジャム）

年間最優秀楽曲賞
- "ウィ・アー・ザ・ワールド（We Are The World）"（歌唱：USAフォー・アフリカ、作詞：マイケル・ジャクソン＆ライオネル・リッチー）

最優秀新人賞
- シャーデー

### ポップ
最優秀ポップ・ボーカル・パフォーマンス（女性）
- ホイットニー・ヒューストン "すべてをあなたに（Saving All My Love for You）"（『そよ風の贈りもの（Whitney Houston）』所収）

最優秀ポップ・ボーカル・パフォーマンス（男性）
- フィル・コリンズ『フィル・コリンズIII（No Jacket Required）』

最優秀ポップ・パフォーマンス（デュオもしくはグループ）
- クインシー・ジョーンズ（プロデューサー） "ウィ・アー・ザ・ワールド（We Are the World）" performed by USAフォー・アフリカ

最優秀ポップ・インストゥルメンタル・パフォーマンス
- ヤン・ハマー "マイアミ・ヴァイスのテーマ（Miami Vice Theme）"（『特捜刑事マイアミ・バイス』より）

### ロック
最優秀ロック・ボーカル・パフォーマンス（女性）
- ティナ・ターナー "One of the Living"（『マッドマックス/サンダードーム（Mad Max Beyond Thunderdome）』より）

最優秀ロック・ボーカル・パフォーマンス（男性）
- ドン・ヘンリー "The Boys of Summer"（『ビルディング・ザ・パーフェクト・ビースト（Building the Perfect Beast）』所収）

最優秀ロック・パフォーマンス（デュオもしくはグループ）
- ダイアー・ストレイツ "Money for Nothing"（『ブラザーズ・イン・アームス（Brothers in Arms）』所収）

最優秀ロック・インストゥルメンタル・パフォーマンス
- ジェフ・ベック "Escape"（『フラッシュ（Flash）』所収）

### R&B
最優秀R&Bボーカル・パフォーマンス（女性）
- "Freeway of Love" - アレサ・フランクリン （『フリーウェイ・オブ・ラヴ（Who's Zoomin' Who?）』所収）

最優秀R&Bボーカル・パフォーマンス（男性）
- 『イン・スクエア・サークル（In Square Circle）』 - スティーヴィー・ワンダー

最優秀R&Bパフォーマンス（デュオもしくはグループ、ボーカルあり）
- "Nightshift" - コモドアーズ （『ナイトシフト（Nightshift）』所収）

最優秀R&Bインストゥルメンタル・パフォーマンス
- 『ミュージカン（Musician）』 - アーニー・ワッツ

最優秀R&Bソング
- アレサ・フランクリン "Freeway of Love" - ジェフリー・コーエン（英語版）、ナラダ・マイケル・ウォルデン（ソングライター）（『フリーウェイ・オブ・ラヴ（Who's Zoomin' Who?）』所収）

### ジャズ
最優秀ジャズ・ボーカル・パフォーマンス（女性）
- 『Cleo at Carnegie - The 10th Anniversary Concert』 - クレオ・レーン

最優秀ジャズ・ボーカル・パフォーマンス（男性）
- "Another Night in Tunisia" - ボビー・マクファーリン、ジョン・ヘンドリックス（英語版）（マンハッタン・トランスファー『ヴォーカリーズ（Vocalese）』所収）

最優秀ジャズ・ボーカル・パフォーマンス（デュオもしくはグループ）
- 『ヴォーカリーズ（Vocalese）』 - マンハッタン・トランスファー

最優秀ジャズ・インストロメンタル・パフォーマンス（ソロ）
- 『ブラック・コーズ（Black Codes (From the Underground)）』 - ウィントン・マルサリス

最優秀ジャズ・インストロメンタル・パフォーマンス（グループ）
- ウィントン・マルサリス 『ブラック・コーズ（Black Codes (From the Underground)）』 - ウィントン・マルサリス・グループ

最優秀ジャズ・インストロメンタル・パフォーマンス（ビッグバンド）
- 『コットンクラブ：オリジナル・サウンドトラック（The Cotton Club - Original Motion Picture Soundtrack）』 - ボブ・ウィルバー（英語版）、ジョン・バリー

最優秀ジャズ・フュージョン・パフォーマンス
- 『ストレイト・トゥ・ザ・ハート（Straight to the Heart）』 - デヴィッド・サンボーン

### ゴスペル
最優秀ゴスペル・パフォーマンス（女性）
- 『Unguarded』 - エイミー・グラント

最優秀ゴスペル・パフォーマンス（男性）
- "How Excellent Is Thy Name" - Larnelle Harris

最優秀ゴスペル・パフォーマンス（デュオもしくはグループ）
- "I've Just Seen Jesus" - Larnelle Harris、Sandi Patti

### ラテン
最優秀ラテン・ポップ・パフォーマンス
- 『Es Facil Amar』 - ラニ・ホール（英語版）

最優秀トロピカル・ラテン・パフォーマンス
- 『Solito』 - エディ・パルミエリ
- 『マンボ・ディアブロ（Mambo Diablo）』 - ティト・プエンテ

最優秀メキシカン－アメリカン・パフォーマンス
- 『Simplemente Mujer』 - ヴィッキー・カー（英語版）

### レゲエ
最優秀レゲエ録音
- 『クリフ・ハンガー（Cliff Hanger）』 - ジミー・クリフ

### ポルカ
最優秀ポルカ録音（新設）
- 『70 Years of Hits』 - フランキー・ヤンコヴィック（英語版）

### ブルース
最優秀トラディショナル・ブルース録音
- "My Guitar Sings the Blues" - B.B.キング

### フォーク
最優秀フォーク録音
- "My Toot Toot" - Rockin' Sidney（『My Toot Toot』所収）

### チルドレンズ
最優秀録音（子供向け）
- セサミストリート『Follow That Bird: Original Motion Picture Soundtrack』 - ジム・ヘンソン、Steve Buckingham（プロデューサー）

### スポークン
最優秀スポークン・ワードもしくは非ミュージカル録音
- The original Broadway cast『Ma Rainey's Black Bottom』 - Mike Berniker（プロデューサー）

### コメディ
最優秀コメディ録音
- 『Whoopi Goldberg: Original Broadway Show Recording』 - ウーピー・ゴールドバーグ

### ミュージカル・ショー
最優秀キャスト・ショー・アルバム
- ホセ・カレーラス、キリ・テ・カナワ『West Side Story』 - John McClure（プロデューサー）

### 作曲・編曲
最優秀インストゥルメンタル作曲
- "Miami Vice Theme" - ヤン・ハマー（作曲者）

最優秀スコア・サウンドトラック・アルバム
- Various Artists『ビバリーヒルズ・コップ：オリジナル・サウンドトラック（Beverly Hills Cop: Music From The Motion Picture Soundtrack）』 - マーク・ベノ、ハロルド・フォルターメイヤー、Keith Forsey、Micki Free、Jon Gilutin、Hawk、Howard Hewett、Bunny Hull、Howie Rice、Sharon Robinson、Dan Sembello、Sue Sheridan、Richard C. Theisen II、Allee Willis（作曲者）

最優秀インストゥルメンタル編曲
- "Early A.M. Attitude" - デイヴ・グルーシン＆リー・リトナー（編曲者）（『ハーレクイン（Harlequin）』所収）

最優秀インストゥルメンタル編曲（ボーカルあり）
- リンダ・ロンシュタット "Lush Life" - ネルソン・リドル（英語版）（編曲者）（『ラッシュ・ライフ（Lush Life）』所収）

最優秀ボーカル編曲
- マンハッタン・トランスファー "Another Night in Tunisia" - ボビー・マクファーリン＆シェリル・ベンティン（編曲者）（『アンソロジー（Anthology: Down in Birdland）』所収）

### ヒストリカル
最優秀ヒストリカル・アルバム
- Various Artists『RCA/Met - 100 Singers - 100 Years』 - John Pfeiffer（プロデューサー）

### パッケージングおよびノーツ
最優秀アルバム・パッケージ
- リンダ・ロンシュタット『ラッシュ・ライフ（Lush Life）』 - John Kosh、Ron Larson（アート・ディレクター）

最優秀アルバム・ノーツ
- サム・クック『Live at the Harlem Square Club, 1963』 - ピーター・グラルニック（アルバム・ノーツ・ライター）

### 制作・エンジニアリング
最優秀エンジニアド録音（非クラシカル）
- ダイア・ストレイツ『ブラザーズ・イン・アームス（Brothers in Arms）』 - Neil Dorfsman（エンジニア）

最優秀エンジニアド録音（クラシカル）
- ロバート・ショウ（指揮者）、アトランタ交響楽団および合唱団『ベルリオーズ：レクイエム（Requiem）』 - Jack Renner（エンジニア）

プロデューサー・オブ・ザ・イヤー（非クラシカル）
- フィル・コリンズ＆ヒュー・パジャム

クラシカル・プロデューサー・オブ・ザ・イヤー
- Robert Woods

### ミュージック・ビデオ
最優秀ミュージック・ビデオ（短編）
- USAフォー・アフリカ "ウィ・アー・ザ・ワールド：ビデオ（We Are the World - The Video Event）" - Tom Trbovich（ビデオ・ディレクター）。クインシー・ジョーンズ（ビデオ・プロデューサー）。

最優秀ミュージック・ビデオ（長編）
- ヒューイ・ルイス&ザ・ニュース『Huey Lewis & the News - The Heart of Rock & Roll』 - ブルース・ゴワーズ（英語版）（ビデオ・ディレクター）